# Landry Poulangoye
Jean Landry Poulangoye Mayelet (ur. 9 września 1976 w Port-Gentil) – gaboński piłkarz występujący na pozycji pomocnika.

## Kariera klubowa
Poulangoye karierę rozpoczynał w zespole Petrosport FC. W 1993 roku przeszedł do francuskiego FC Mulhouse, grającego w Division 2. Do 1996 roku rozegrał tam 2 spotkania. Następnie odszedł do trzecioligowego AS Cherbourg, gdzie spędził sezon 1996/1997.
W 1997 roku Poulangoye przeszedł do szwajcarskiego Étoile Carouge FC. W pierwszej lidze szwajcarskiej zadebiutował 5 lipca 1997 w zremisowanym 2:2 meczu z Lausanne Sports. W Étoile występował w sezonie 1997/1998. Potem przeniósł się do Portugalii, gdzie grał w zespole piątej ligi – GC Figueirense, a także w drugoligowym Naval 1º Maio.
W 2000 roku Poulangoye wrócił do Francji, gdzie został zawodnikiem czwartoligowego Tours FC. Po dwóch sezonach spędzonych w tym klubie, przeniósł się do trzecioligowego FC Martigues. W sezonie 2002/2003 spadł z nim jednak do czwartej ligi. W 2004 roku przeszedł do belgijskiego trzecioligowca, Sprimont-Comblain Sport. W 2005 roku wrócił jednak do FC Martigues. W 2007 roku przeniósł się do także czwartoligowego Red Star 93, w którym występował w sezonie 2007/2008.
Sezon 2008/2009 Poulangoye spędził w drużynie Pietà Hotspurs, grającej w drugiej lidze maltańskiej. W 2009 roku odszedł do indonezyjskiej Aremy Cronus. W sezonie 2009/2010 zdobył z nią mistrzostwo Indonezji, po czym zakończył karierę.

## Kariera reprezentacyjna
W latach 1995–1999 w reprezentacji Gabonu Poulangoye rozegrał 10 spotkań. W 1996 roku został powołany do kadry na Puchar Narodów Afryki. Nie wystąpił jednak na nim w żadnym meczu, a Gabon zakończył turniej na ćwierćfinale.